# Chintu TV
Chintu TV es una cadena de televisión infantil hindú con programación en idioma canarés. Las primeras emisiones empezaron el 11 de abril de 2009 desde Bangalore, Karnataka aunque no la señal no llegó a abarcar el resto del estado hasta que estuvo disponible por Sun Direct DTH.
- Datos: Q48727686